# Dudince
Dudince (ungherese: Gyűgy, tedesco: Dudintz) è una città della Slovacchia facente parte del distretto di Krupina, nella regione di Banská Bystrica.
Le prime testimonianze scritte risalgono al 1284. Dudince è conosciuta per le sue sorgenti termali e come centro benessere.